# Sân bay Kenema
Sân bay Kenema (IATA: KEN, ICAO: GFKE) là một sân bay ở Kenema. Sân bay này chủ yếu phục vụ máy bay trực thăng đến thành phố. Đây là sân bay lớn nhất và quan trọng nhất ở quận Kenema và cũng là một trong những sân bay tấp nập nhất quốc gia này. Sân bay này thuộc quản lý của Cục sân bay Sierra Leone.

## Các hãng hàng không
- Eagle Air
- Paramount Airlines
- Air Leone